# Mali Heiivți, Ujhorod
Mali Heiivți (în ucraineană Малі Геївці) este un sat în comuna Velîki Heiivți din raionul Ujhorod, regiunea Transcarpatia, Ucraina.

## Demografie
Componența lingvistică a localității Mali Heiivți
     Maghiară (91,18%)
     Ucraineană (7,76%)
     Alte limbi (0,53%)
Conform recensământului din 2001, majoritatea populației localității Mali Heiivți era vorbitoare de maghiară (91,18%), existând în minoritate și vorbitori de ucraineană (7,76%).